# Johan Praem
Johan Praem (13 de outubro de 1889 – 12 de janeiro de 1967) foi um esgrimista e remador dinamarquês que participou dos Jogos Olímpicos de Verão de 1912 e de 1928, sob a bandeira da Dinamarca.